# Francesco Tiberi Contigliano
Francesco Tiberi Contigliano (Contigliano, 4 de janeiro de 1773 - Roma, 28 de outubro de 1839) foi um cardeal italiano.

## Biografia
Nasceu em Contigliano em 4 de janeiro de 1773. De uma família patrícia de Sabina e da República de San Marino. Segundo filho de Antonio Tiberi e Teresa Orsini.
Estudou no Colégio Nazareno dos Padres Escolápios, Roma, 1741; no Archgymnasium La Sapienza , Roma (1790-1791); exerceu a função de ajudante de estúdio com os advogados Bernardino Ridolfi (1791-1793); e Nicola Riganti (1793-1794); obteve o doutorado in utroque iuris , tanto em direito civil quanto canônico, em 17 de março de 1795. Recebeu a tonsura eclesiástica em 17 de março de 1795.
Entrou na prelatura romana como referendário do Tribunal da Assinatura Apostólica, em 21 de maio de 1795. Consultor da SC de Indulgências, em 11 de julho de 1795. Relator da SC de Bom Governo, em 30 de novembro de 1800. Codajutor de Paolo Emilio Petrucci, eleitor do Tribunal da Assinatura Apostólica de Justiça, 28 de março de 1801. Cônego da basílica patriarcal liberiana. Recebeu o subdiaconato em 2 de novembro de 1806. Durante a ocupação francesa de Roma, foi deportado para Piacenza; e mais tarde, em 1812, para Bastia, Córsega, por se recusar a prestar juramento. Retornou a Roma em 1814 e retomou suas funções na Assinatura da Justiça. Protonotário apostólico não participante, antes de 6 de agosto de 1814. Delegado apostólico na província de Macerata e Camerino, julho de 1815. Auditor da Sagrada Rota Romana e consultor da SC dos Ritos, 9 de março de 1816. Regente da Sagrada Penitenciária Apostólica, 10 de junho de 1823 Em 9 de dezembro de 1823, foi nomeado membro da comissão de jurisconsultos encarregado da revisão do motu proprio de 6 de julho de 1816; como tal, participou da elaboração do novo código civil promulgado em 5 de outubro de 1824. Vice-decano dos auditores do Paço Apostólico.
Eleito arcebispo titular de Atenas em 2 de outubro de 1826.
Ordenado, dezembro de 1826. Consagrado, 27 de dezembro de 1826, na igreja de Ss. Domenico e Sisto, Roma, pelo cardeal Francesco Saverio Castiglioni, coadjuvado por Pietro Caprano, arcebispo titular de Iconio, secretário da SC de Propaganda Fide, e por Giovanni Giacomo Sinibaldi, arcebispo titular de Damietta. Assistente do Trono Pontifício, 9 de janeiro de 1827. Núncio na Espanha, 9 de janeiro de 1827.
Criado cardeal e reservado in pectore no consistório de 30 de setembro de 1831; publicado no consistório de 2 de julho de 1832; recebeu o chapéu vermelho em 26 de junho de 1834; e o título de S. Stefano al Monte Celio, 1º de agosto de 1834. Transferido para a sé de Iesi, com título pessoal de arcebispo, 2 de julho de 1832; renunciou ao governo pastoral da diocese, em 18 de maio de 1836. Prefeito do Tribunal da Assinatura da Graça, em 22 de fevereiro de 1837.
Morreu em Roma em 28 de outubro de 1839, Roma. Exposto na igreja de S. Lorenzo em Dâmaso, Roma, e enterrado em seu título.